# Velarizace
Velarizace je způsob artikulace souhlásek, při kterém se v průběhu artikulace souhlásky zadní část jazyka dotýká nebo přibližuje k měkkému patru (latinsky velum).
V IPA se přepisuje diakritikou:
- buď vlnovkou (tildou) přes písmeno ([ɫ] jako velarizovaný ekvivalent [l]) – vlnovka se užívá v případě, že jde zároveň o velarizaci a faryngalizaci,
- nebo písmenem gama v horním indexu (<ˠ>, např. [tˠ] jako velarizovaný ekvivalent [t]),
- nebo konečně písmenem w v horním indexu (<ʷ>, např. [sʷ]) – to se užívá buď v případě, že jde o kombinaci velarizace a labializace nebo o labializaci veláry).

Nejtypičtějším příkladem velarizované souhlásky je tzv. tvrdé l, které se vyskytuje v mnoha jazycích včetně polštiny a některých českých dialektů.